# 天王星型惑星
| 地球型惑星 （岩石惑星、固体惑星） | 地球型惑星 （岩石惑星、固体惑星） | 水星   | 内惑星 |
| 地球型惑星 （岩石惑星、固体惑星） | 地球型惑星 （岩石惑星、固体惑星） | 金星   | 内惑星 |
| 地球型惑星 （岩石惑星、固体惑星） | 地球型惑星 （岩石惑星、固体惑星） | 地球   | -      |
| 地球型惑星 （岩石惑星、固体惑星） | 地球型惑星 （岩石惑星、固体惑星） | 火星   | 外惑星 |
| 広義の 木星型惑星 （大惑星）      | 木星型惑星 （巨大ガス惑星）       | 木星   | 外惑星 |
| 広義の 木星型惑星 （大惑星）      | 木星型惑星 （巨大ガス惑星）       | 土星   | 外惑星 |
| 広義の 木星型惑星 （大惑星）      | 天王星型惑星 （巨大氷惑星）       | 天王星 | 外惑星 |
| 広義の 木星型惑星 （大惑星）      | 天王星型惑星 （巨大氷惑星）       | 海王星 | 外惑星 |

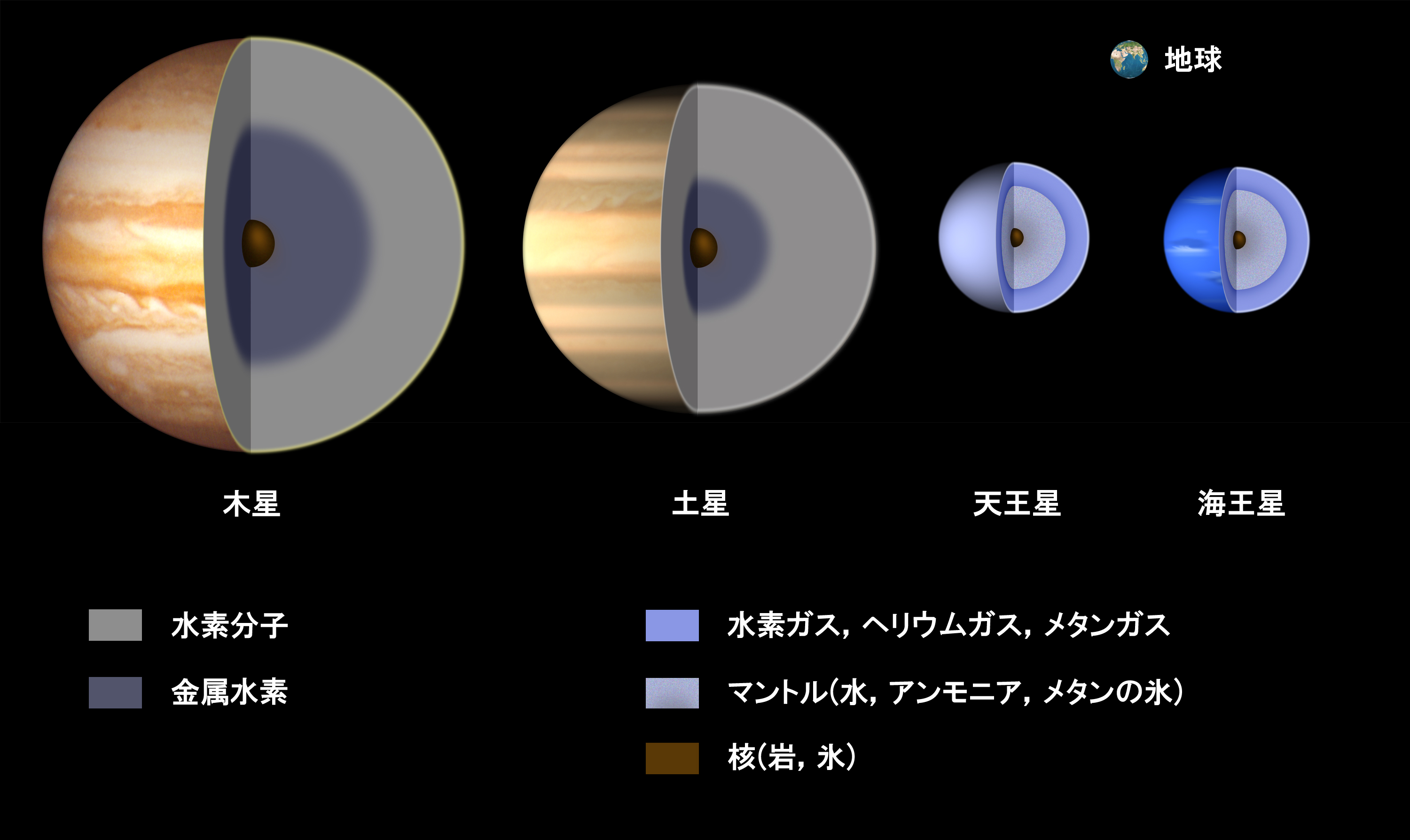
木星型惑星と天王星型惑星の内部構造の比較

天王星型惑星（てんのうせいがたわくせい）または海王星型惑星（かいおうせいがたわくせい）は、メタン、アンモニアを含む氷や液体の水を主体とした巨大な惑星。太陽系では土星より外側にある天王星・海王星がこれにあてはまる。

## 特徴
かつては、天王星、海王星はその大きさと位置から木星型惑星に分類されていた。しかし、ボイジャー2号の観測により、豊富な水やメタンが存在することが判明した。その結果、水素やヘリウムを主体とし、ガス成分が多く、密度も比較的低い木星型惑星（木星、土星）に対し、水やメタン等が多く、ガス成分が比較的少ない天王星及び海王星を天王星型惑星として区分するようになった。
その組成から天王星型惑星は、巨大氷惑星、アイスジャイアント（英語: ice giant）と呼ばれる。これに対し、組成の主体がガスである木星型惑星は、巨大ガス惑星、ガスジャイアント（英語: gas giant）と呼ばれる。
木星、土星は様々な有機化合物によって白、赤、橙、黄、茶色を混ぜ合わせた色をしているが、天王星、海王星は透き通るような青色をしている。これは水、そして大気中に含まれるメタンにより、赤色の光が吸収され、青い光のみを強く反射しているためだと考えられている。また水素の割合は低く、水やメタンの氷がマントルを構成し、地球の10倍程度の質量を持つ、岩石・金属質の中心核を取り囲んでいると考えられている。
天王星、海王星とも、太陽からの距離に対して表面の温度が比較的高く、これは中心部の重力収縮によるものだと考えられている。

## 天王星型惑星の形成
惑星形成については、太陽系#起源と進化や太陽系の形成と進化を参照。

## 太陽系外惑星
いわゆるホット・ジュピターのうち、質量が比較的小さいものを「ホット・ネプチューン」と呼ぶことがある。また海王星質量未満だが、10地球質量程度（スーパーアース）よりは大きい惑星は海王星型に近い性質を持つため、「ミニ・ネプチューン」と呼ばれる。さらにそうした中で、惑星が海に覆われており生命が存在する可能性を持つものには「ハイセアン惑星」という呼称も提唱されている。